# 시아 (가수)
시아 케이트 이소벨 펄러(/ˈsiːə/ SEE-ə, 1975년 12월 18일 출생)는 오스트레일리아의 가수이자 송라이터이다. 애들레이드에서 태어나고 자란 그녀는 1990년대 중반 애시드 재즈 밴드 크리스프에서 보컬리스트로 경력을 시작했다. 크리스프가 1997년에 해체된 후, 그녀는 데뷔 정규 음반 《OnlySee》를 오스트레일리아에서 발매했다. 이후 런던으로 이주해 영국 듀오 제로 7의 보컬을 맡았다. 그녀는 2001년에 두 번째 정규 음반 《Healing Is Difficult》, 2004년에 세 번째 정규 음반 《Colour the Small One》을 발매했다.
시아는 2005년 뉴욕으로 이주하여 미국 투어를 진행했다. 이후 네 번째 정규 음반 《Some People Have Real Problems》(2008)과 다섯 번째 정규 음반 《We Are Born》(2010)을 발매했으며, 두 음반 모두 오스트레일리아 음반 산업 협회(ARIA)에서 골드 인증을 받으며 이전보다 더 널리 주목받았다. 그러나 그녀는 점점 커지는 명성에 불편함을 느껴 공연 활동을 중단하고, 다른 아티스트들을 위한 작곡에 집중했다. 이 시기에 그녀는 데이비드 게타와의 〈Titanium〉, 리한나를 위한 〈Diamonds〉, 플로 라이다와의 〈Wild Ones〉, 비욘세를 위한 〈Pretty Hurts〉 등의 히트곡을 작업했다.  
2014년, 시아는 여섯 번째 정규 음반 《1000 Forms of Fear》를 발표하며 솔로 아티스트로서 본격적인 성공을 거두었다. 이 음반은 미국 빌보드 200 차트에서 1위로 데뷔했으며, 톱 10 싱글 〈Chandelier〉와 그녀가 공동 연출한 뮤직비디오 3부작을 탄생시켰다. 해당 뮤직비디오에는 아역 무용수 매디 지글러가 출연했다. 이후 시아는 사생활 보호를 위해 얼굴을 가리는 가발을 쓰고 등장하는 스타일을 확립했다.  
2016년, 일곱 번째 정규 음반 《This Is Acting》을 발매했으며, 이 음반에서 그녀의 첫 빌보드 핫 100 1위 곡 〈Cheap Thrills〉가 탄생했다. 같은 해, 매디 지글러와 여러 무용수가 참여한 Nostalgic for the Present Tour를 시작하며 공연 예술적 요소를 가미한 무대를 선보였다. 2017년에는 여덟 번째 정규 음반 《Everyday Is Christmas》를 발표했다.  
2019년, 라브린스, 디플로와 함께 프로젝트 그룹 LSD를 결성하여 음반 《LSD》를 발매했다. 시아는 영화 음악 작곡에도 적극적으로 참여했으며, 2021년에는 장편 영화 Music을 연출하며 감독으로 데뷔했다. 그러나 이 작품은 대체로 부정적인 평가를 받았다. 영화와 함께 사운드트랙 음반 《Music – Songs from and Inspired by the Motion Picture》도 발매되었다. 그녀의 열 번째 정규 음반 《Reasonable Woman》은 2024년 5월 발매되었다.  
시아는 동물권 옹호 활동가로도 잘 알려져 있으며, ARIA 어워드 10여 개를 비롯해 그래미 어워드 9회 후보 지명, MTV 비디오 뮤직 어워드 수상 등 다양한 수상 경력을 보유하고 있다.

## 음반 목록

### 정규 앨범
- OnlySee (1997)
- Healing Is Difficult (2001)
- Colour the Small One (2004)
- Some People Have Real Problems (2008)
- We Are Born (2010)
- 1000 Forms of Fear (2014)
- This Is Acting (2016)
- Everyday Is Christmas (2017)
- Music (Songs From And Inspired By The Motion Picture) (2021)
- Reasonable Woman (2024)

### 라이브 앨범
- Lady Croissant (2007)

### 컴필레이션 앨범
- Best Of... (2012)

## 그 외 활동

### 더빙
- 피터 래빗 (2018) - 티기 윙클 더빙 역

### 감독
- 시스터 (2018, 감독, 각본)